# Mérobert
Mérobert  [meʁobɛʁ] je obec v jihozápadní části metropolitní oblasti Paříže ve Francii v departmentu Essonne a regionu Île-de-France. Od centra Paříže je vzdálena 55 km.

## Geografie
Sousední obce: Saint-Escobille, Plessis-Saint-Benoist, Chalo-Saint-Mars, Oysonville a Congerville-Thionville.

## Vývoj počtu obyvatel
Počet obyvatel